# Gunnar Bucht
Pour les articles homonymes, voir Bucht.

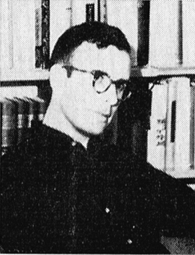

Gunnar Henrik Bucht, né le 5 août 1927 à Stocksund, Stockholm, est un compositeur, professeur de musique, pianiste et musicologue suédois.

## Biographie
Bucht a étudié le piano avec Yngve Flyckt et Hans Eppstein, ainsi que la théorie de la musique avec le second. En 1947, il a commencé à étudier la musicologie à l'Université d'Uppsala auprès de Carl-Allan Moberg (sv), Ingmar Bengtsson (en) et Sven E. Svensson (sv). Le 17 décembre 1949, Bucht a fait ses débuts comme pianiste et compositeur avec son Opus 1 Tema med variationer pour piano (A la cinquecento). En 1953, il a présenté sa thèse de licence sur Vadstenanunnornas veckoritual, la musique de l'Ordre de Sainte-Brigitte de la fin du XIVe siècle telle qu'elle existe dans les manuscrits du XVe siècle et XVIe siècle. Au cours de la même période, Bucht a étudié la composition et le contrepoint avec Karl-Birger Blomdahl, ainsi que le violon avec Sven-Erik Bäck. Puis il a suivi des cours à l'étranger pendant quelques années avec Carl Orff à Munich, Goffredo Petrassi à Rome et à Paris avec Max Deutsch, l'élève de Schoenberg.
Bucht est l'un des compositeurs suédois les plus importantes du XXe siècle. Il a formé plusieurs compositeurs (dont Anders Hillborg, Thomas Jennefelt, Ingvar Karkoff (sv), Pär Lindgren et Karin Rehnqvist), qui se sont fait connaître sur la scène suédoise et dont certains à leur tour, ont été actifs en tant que professeurs dans les écoles de musique.
Bucht a été élu en tant que membre de la Société des Compositeurs suédois en 1954 et en a été le président de 1963 à 1969. Il a été élu président de la Société de musique expérimentale Fylkingen (en) (1956-1959) et a été actif à la fois dans la section suédoise de la Société internationale pour la musique contemporaine (1960-1972), comme dans son Bureau international. En 1964, il a été élu membre de l'Académie royale suédoise de musique et a été membre de son conseil d'administration (1983-91). Dans les années 1970-73, Bucht a été attaché culturel à l'ambassade de Suède à Bonn. Il a été professeur de composition à l'École royale supérieure de musique de Stockholm de 1975 à 1985 et recteur dans les années 1987-1993.

## Prix et honneurs
- 1962 – Prix Christ Johnson pour la Symphonie no 4
- 1964 – membre no 716 de l'Académie royale suédoise de musique
- 1987 – Médaille Litteris et Artibus
- 2001 – Médaille pour la promotion de la musique
- 2003 – Prix Hugo Alfvén (sv)

## Œuvres

### Symphonies
- Symphonie no 1 op. 8 (1952) - création le 7 décembre 1953 à l'Académie royale suédoise de musique
- Symphonie no 2 op. 9 (1953)
- Symphonie no 3 op. 11 (1954) - création le 17 avril 1955 à l'Académie royale suédoise de musique
- Symphonie no 4 op. 21 (1958) - création le 3 avril 1959 à l'Académie royale suédoise de musique
- Symphonie no 5 op. 30 (1960) - création le 14 janvier 1962
- Symphonie no 6 op. 32 (1962) - création le 20 novembre 1963 à la Maison des concerts de Stockholm
- Symphonie no 7 (1971) - création le 26 mars 1972
- Symphonie no 8 (1983) - création le 13 septembre 1984 à la Maison des concerts
- Symphonie no 9 (1990) - création le 31 octobre 1990 à la Maison des concerts
- Symphonie no 10 Symphonie gracieuse ou l'Apothéose de Berwald (1993) - création le 24 août 1996 à la Berwaldhallen (en)
- Symphonie no 11 (1994) - création le 10 janvier 1996 à la Maison des concerts
- Symphonie no 12 Mouvements sonores et accentués (1997) - création le 4 septembre 1990 in der Salle de concert de Göteborg (de)
- Symphonie no 13 Wie die Zeit vergeht (Quasi una sinfonia) (2007–2009)
- Symphonie no 14 Tonkaraktärer (2010)
- Symphonie no 15 (2010)
- Symphonie no 16 (2012)

### Œuvres Orchestrales
- Méditation pour piano et orchestre op. 5 (1950)
- Concerto pour violoncelle et orchestre op. 12 (1954) - création le 27 novembre 1955 à l'Académie royale suédoise de musique
- Symfonisk fantasi pour orchestre op. 13 (1955)
- Sonate pour piano et percussion op. 14 (1955) - création le 14 avril 1956
- Divertimento pour orchestre op. 16 (1956) - création le 18 mars à l'Académie royale suédoise de musique
- Vi gör en symfonisats på melodierna 'En gång i bredd med mig' och 'Ro, ro till fiskeskär'  (1956)
- Couplets et Refrains pour orchestre op. 29 (1960) - création le 12 avril 1961 à la Salle de concert de Göteborg
- Dramma per musica (1967) - création le 29 octobre 1967 à la Maison des concerts
- Vinterorgel pour orchestre (1974) - création le 3 juillet 1975 à la Salle de concert de Göteborg
- Journées oubliées (1975) - création le 15 avril 1976 à la Maison des concerts
- Au delà (1977) - création le 14 mars 1979 à la Maison des concerts
- Concerto pour violon (1978) - création le 15 novembre 1980 à la Maison des concerts
- The Big Bang – And After (1979) - création le 2 avril 1981 in der Berwaldhalle
- Georgica (1980) - création le 11 février 1982 in der Berwaldhalle
- Sinfonia concertante pour flûte, alto, harpe et orchestre (1982) - création le 15 avril 1976 in Norrköping
- En vår gick jag ut i världen. Roman för orkester i 16 kapitel (1983-84) - création le 21 mai 1990 - Studioproduktion bei Sveriges Radio
- Fresques mobiles pour orchestre (1986)- création le 28 janvier 1989 in der Berwaldhalle
- Tönend bewegte Formen (1987)
- Concerto pour violoncelle no 2 (1990)- création le 10 janvier 1992 à la Maison des concerts
- Concerto pour piano (1994) - création le 2 février 1997 à Helsingborg
- Rörelser i rummet för orkester (1996) - création le 2 décembre 1999 in der Berwaldhalle
- Concerto de Marle pour alto et orchestre (1998)
- Alienus dröm för orkester (1999)
- Superstrings för orkester (2002)
- Den oändliga melodin (2004)
- A la recherche d'une musique inoubliable, operafantasi i fyra avsnitt från Tronkrävarna (2013)
- L'imprévu ou L'apothéose de Berlioz pour orchestre (2014)

### Musique de chambre
- Quintette pour 2 violons, 2 altos et violoncelle op.2 (1950)
- Introduktion och Allegro pour orchestre à cordes op.4 (1950)
- Quatuor pour 2 violons, alto et violoncelle op. 7 (1951)
- Fyra bagateller pour 2 violons, alto et violoncelle op. 10 (1953)
- Kröningsmusik pour flûte, trompette, violoncelle, piano et percussion op. 20 (1957)
- Quatuor à cordes no 2 op. 24 (1959)
- Klarinettstudie 59 op. 28 (1959)
- Fanfar till LKAB:s 75-årsjubileum september 1965 pour 4 trompettes en si et 2 trombones (1965)
- Strängaspel (1965)
- À huit mains pour flûte, violon, violoncelle et clavecin (1976)
- Quintetto amichevole (1976)
- Tableaux à trois, pour violon, violoncelle et piano (1978)
- À mon gré, pour flûte, clarinette, harpe, célesta, viola, violoncelle et contrebasse (1978)
- En clairobscur pour orchestre de chambre (1981)
- Musica Bothniae (1983)
- Blad från mitt gulsippeänge. Häfte 1 pour clarinette et piano (1985)
- Konsert för Arholma (1989)
- Coup sur coup, för slagverk (1995)
- Partita pour 2 violons (2001)
- Tre per due pour 2 violons (2004)
- Notenbüchlein für Duo Gelland (en) (2008)
- Quatuor à cordes no 4 Souvenirs du Lot (2011)

### Œuvres pour le piano
- Tema med variationer pour piano (A la cinquecento) op. 1 (1949)
- Åtta pianostycken op. 3 (1949–1952)
- Sonate för piano op. 6 (1951)
- Sonate no 2 pour piano op. 25 (1959)
- Quatre pièces pour le pianiste (1985)
- Blad från mitt gulsippeänge. Häfte 2 för cembalo (1988)

### Œuvres pour orgue
- Pour écouter pour orgue (1974)
- Unter vollem Einsatz pour orgue et 5 percussionnistes (1986)

### Œuvres pour chœur et orchestre
- Kantat till Högre Allmänna Läroverkets i Härnösand 300-årsjubileum. Texte de Bertil Malmberg (1954)
- En var sin egen professor pour ténor, chœur mixte et orchestre op. 19
- La fine della diaspora per coro misto ed orchestra (pour chœur mixte et orchestre) op. 22 (1958)
- Eine lutherische Messe, pour solistes, chœur mixte, chœur d'enfants et orchestre, d'après Martin Luther und Thomas Münzer oder die Einführung der Buchhaltung de Dieter Forte (1972–1973)
- Musik för Lau (1975)
- Panta rei. Fragment pour soli, chœur et orchestre. Texte d'Héraclite
- Odysseia, oratorio scénique pour six solistes, chœur mixte et orchestre d'après Odysseia de Nikos Kazantzakis, traduction de Gottfried Grunewald. Del 1. (2002–2003)

### Œuvres chorales
- Hommage à Edith Södergran pour chœur mixte a cappella op. 17 texte de Edith Södergran (1956)
- Canto di ritorno per coro misto à cappella (pour chœur mixte a cappella) (1958)

### Œuvres pour la scène
- Ein Wintermärchen pour une mezzo ou un baryton et 8 instruments op. 26 Texte: Weihnacht d'après Friedrich Dürrenmatt (1959)
- Kattens öron pour saxophone alto, percussion, contrebasse et récitant op. 27 Texte de Lars Forssell (1959)
- Hund skenar glad. Ett spel för röster och instrument op. 31 Poésie de Gunnar Björling pour soprano, chœur de femmes, clarinette, trois trompettes, trombone, percussion, violoncelle et piano (1961)
- Tronkrävarna op. 33 Opéra en trois actes d'après Les Prétendants, pièce d'Henrik Ibsen (1962–65)
- Den starkare (Monodrame) pour mezzo-soprano et orchestre d'après la pièce de August Strindberg (2001)
- Jerikos murar (les Murs de Jéricho), opéra-oratorio (1966-67)

## Sources de la traduction
- (de)/(sv) Cet article est partiellement ou en totalité issu des articles intitulés en allemand « Gunnar Bucht » (voir la liste des auteurs) et en suédois « Gunnar Bucht » (voir la liste des auteurs).